# یواس‌اس آیولوس (اس‌پی-۱۸۶)
یواس‌اس آیولوس (اس‌پی-۱۸۶) (به انگلیسی: USS Aeolus (SP-186)) یک کشتی است که طول آن ۸۳ فوت ۶ اینچ (۲۵٫۴۵ متر) می‌باشد. این کشتی در سال ۱۹۱۵ ساخته شد.